# 三浦万太郎
三浦 万太郎（みうら まんたろう、三浦萬太郎、1869年〈明治2年〉2月25日 - 1935年〈昭和10年〉7月）は、宝飯郡形原村（現・蒲郡市）出身の眼科医・実業家。妻は東三河地方初の女医である三浦こう。

## 経歴

### 青年期

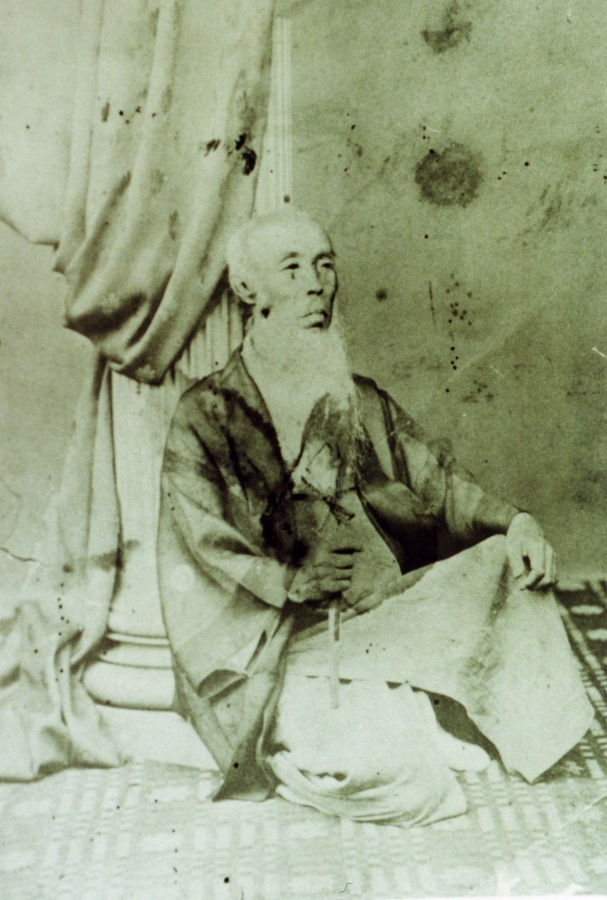
三浦が師事した順天堂医院の佐藤泰然

1869年（明治2年）2月25日に宝飯郡形原村（現・愛知県蒲郡市）に生まれた。旧制宝飯中学校を卒業すると、1890年（明治23年）に医術開業試験に合格し、順天堂医院の佐藤泰然博士や須田博士に師事した。東京ではスワン石鹸会社を設立するなどしている。

### 医院の開業

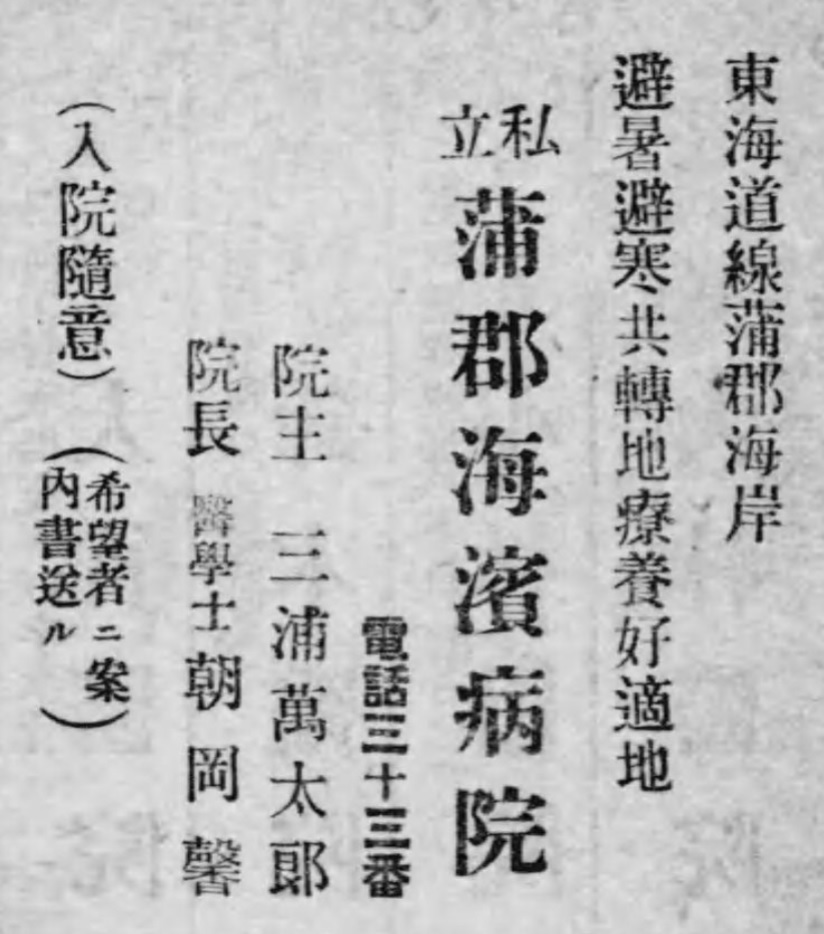
蒲郡海浜病院の広告

やがて故郷の形原村に戻ると村岡こうと結婚し、1892年（明治25年）には形原村に三浦こうとともに愛明堂医院を開業した。三浦こうの義兄である小川平吉が鉄道大臣となると、奥飛騨温泉郷の平湯温泉の開発に尽力したが、平湯温泉への鉄道の敷設は実現しなかった。
1912年（大正元年）、三浦万太郎が眼科、弟の三浦政夫が内科、妻の三浦こうが産婦人科を担当して蒲郡海浜病院（現在の蒲郡厚生館病院）を開業した。周辺地域では初となる総合病院である。三浦万太郎は院主という立場であり、院長は京都医科大学（現・京都大学医学部）出身の医学士である朝岡馨だった。蒲郡海浜病院は三河湾を一望できる場所にあり、約30室の病室があった。

### 三浦町の埋立工事

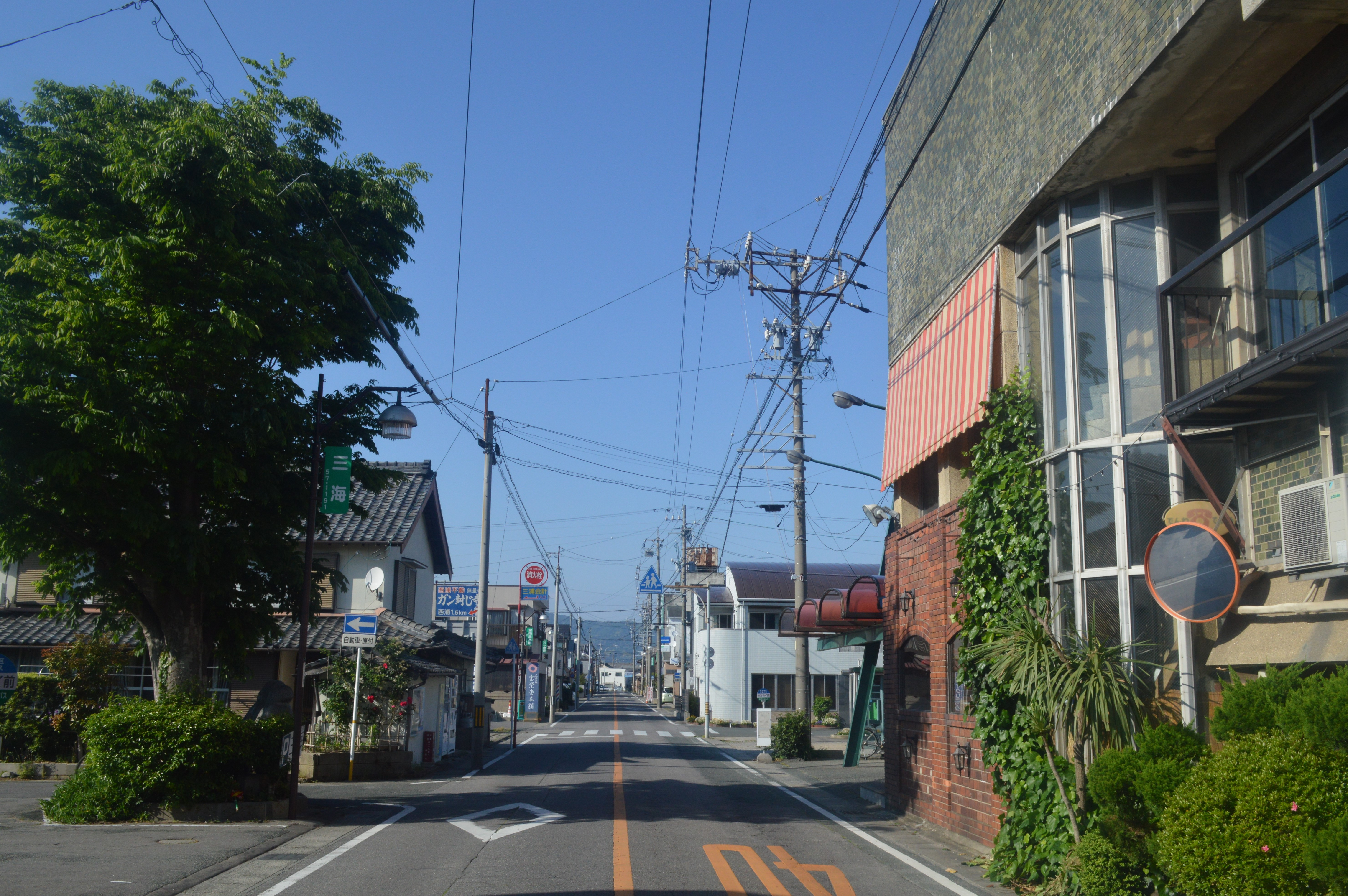
埋立によって建設された三浦町

第一次世界大戦後にはサイパン島を根拠地とするマグロ漁にも手を出している。1926年（大正15年）には自費で形原町の沿岸部（形原漁港）の埋立工事を開始し、1929年（昭和4年）3月14日に工事が完了した。1万3827坪9合にも及ぶ埋立工事であり、埋立地は蒲郡市形原町三浦町として三浦万太郎の名前が残っている。

### 死去
1935年（昭和10年）7月、三浦万太郎は66歳で死去した。1940年（昭和15年）頃に三浦こうが病気となったことで蒲郡海浜病院は閉鎖され、1943年（昭和18年）には三浦こうも死去している。1944年（昭和19年）7月、形原町の海岸部に等身大の石像である「三浦万太郎頌徳碑」が建立された。